# Kiscsehi
Kiscsehi is een plaats (község) en gemeente in het Hongaarse comitaat Zala. Kiscsehi telt 211 inwoners (2001).